# Kraje v Estonsku

15 krajů v Estonsku (od roku 2017)

Estonsko se po celou svou historii členilo v kraje (estonsky maakond, množné číslo maakonnad). Podoba a význam krajů se v průběhu času měnily, ale rámcové členění zůstalo zachováno. V současném Estonsku jsou kraje administrativními jednotkami 1. úrovně.

## Přehled krajů
Následuje tabulka s výčtem 15 krajů a s několika základními informacemi o nich.
| Kraj            | Správní centrum | Obyvatelstvo (1.1.2020) | Rozloha(km²) | Hustota zalidnění (obyv./km²) | Počet samosprávných obcí |
| --------------- | --------------- | ----------------------- | ------------ | ----------------------------- | ------------------------ |
| Harjumaa        | Tallinn         | 605 029                 | 4 326,70     | 139,8                         | 16                       |
| Hiiumaa         | Kärdla          | 9 315                   | 1 032,44     | 9,0                           | 1                        |
| Ida-Virumaa     | Jõhvi           | 134 259                 | 2 971,58     | 45,2                          | 8                        |
| Jõgevamaa       | Jõgeva          | 28 442                  | 2 544,86     | 11,2                          | 3                        |
| Järvamaa        | Paide           | 30 174                  | 2 674,15     | 11,3                          | 3                        |
| Läänemaa        | Haapsalu        | 20 444                  | 1 815,57     | 11,3                          | 3                        |
| Lääne-Virumaa   | Rakvere         | 58 862                  | 3 695,71     | 15,9                          | 8                        |
| Põlvamaa        | Põlva           | 24 647                  | 1 823,34     | 13,5                          | 3                        |
| Pärnumaa        | Pärnu           | 86 185                  | 5 418,73     | 15,9                          | 7                        |
| Raplamaa        | Rapla           | 33 282                  | 2 765,06     | 12,0                          | 4                        |
| Saaremaa        | Kuressaare      | 33 083                  | 2 937,65     | 11,3                          | 3                        |
| Tartumaa        | Tartu           | 153 317                 | 3 349,31     | 45,8                          | 8                        |
| Valgamaa        | Valga           | 28 204                  | 1 917,09     | 14,7                          | 3                        |
| Viljandimaa     | Viljandi        | 46 161                  | 3 420,05     | 13,5                          | 4                        |
| Võrumaa         | Võru            | 35 415                  | 2 773,14     | 12,8                          | 5                        |
| Estonsko CELKEM | Tallinn         | 1 328 976               | 43 465,4     | 30.6                          | 79                       |

## Historický vývoj

### Kraje před dobytím Estonska
Soudí se, že kraje se v Estonsku zformovaly nejpozději počátkem 2. tisíciletí jako vojenské spolky tradičních souručenství. Kraje byly nezávislými politickými celky, centrální moc v tehdejším Estonsku neexistovala.
Nejstarším záznamem o estonských krajích je Kronika Jindřicha Lotyše ze 13. století. Podle ní byli tehdy Estonci sdruženi v osmi velkých krajích (provinciae) Harju, Ugandi, Sakala, Läänemaa, Saaremaa, Rävala, Järva a Viru. Kromě nich existovalo nejméně šest malých krajů, pravděpodobně samostatných souručenství — Vaiga, Mõhu, Nurmekund, Alempois, Jogentagana a Soopoolitse. Přesný počet krajů není s jistotou znám, jejich poloha a vzájemné hranice jsou určitelné také jen přibližně.

### Kraje od dobytí Estonska do Severní války

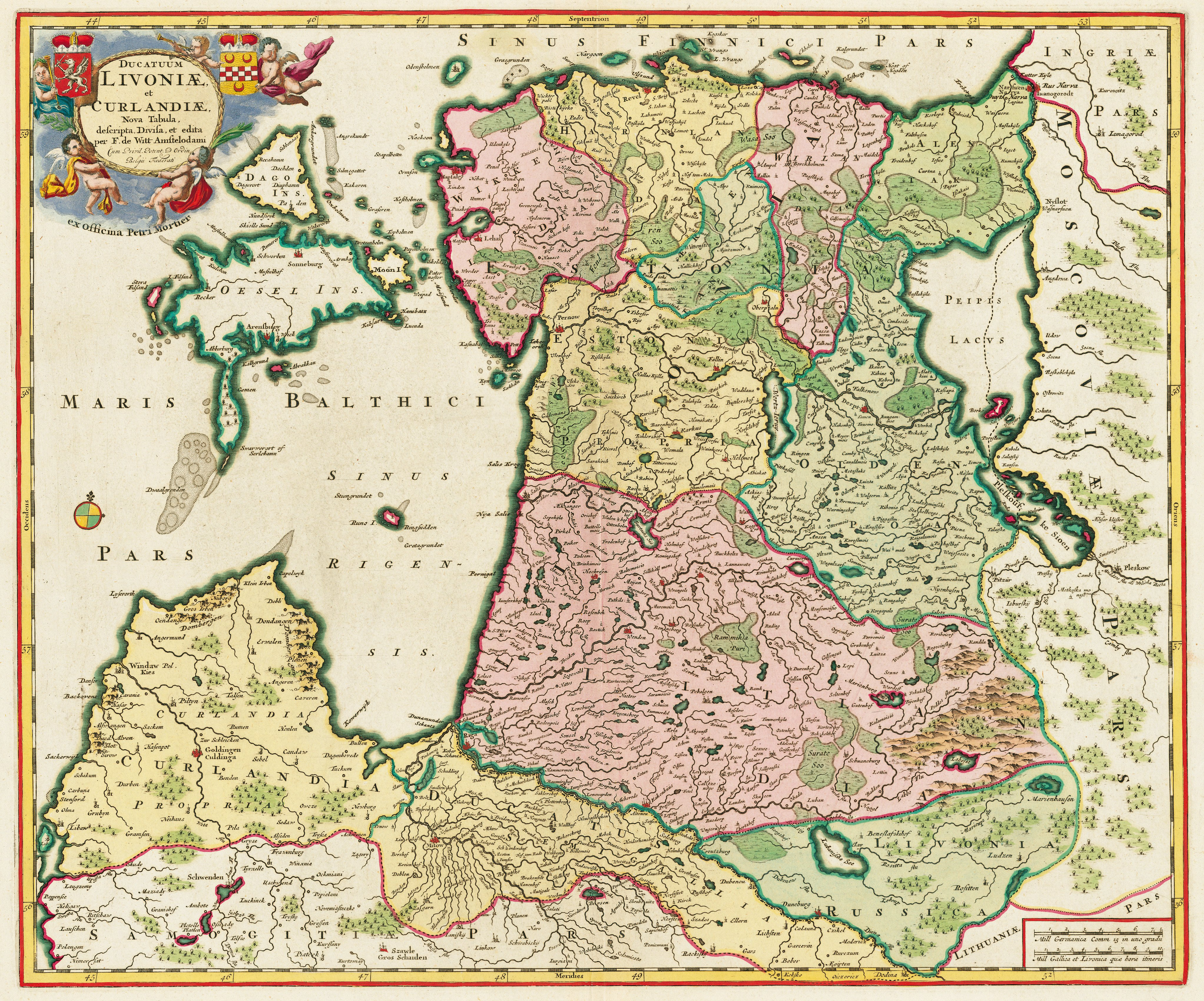
Správní členění Estonska na de Wittově mapě z roku 1705

Původní podoba a význam krajů se ztratily po dobytí Estonska a jeho rozdělení mezi Dánsko, Livonský řád, Biskupství tarbatské a Biskupství Ösel-Wiek. Jako označení krajů se stále používaly Harju, Läänemaa, Saaremaa, Järva a Viru, zatímco Ugandi, Sakala, a jména malých krajů vyšly z užívání a název Rävala se zachoval jen v latinském a německém označení Tallinnu.
Po skončení Livonské války roku 1582 získalo vládu nad severním Estonskem Švédsko a nad jižním Polsko. Na švédském území byly oficiálně obnoveny kraje (län) Harjumaa, Järvamaa, Läänemaa a Virumaa jako administrativní jednotky, a k nim bylo jako další kraj přidáno Alutaguse. Na polském území byla ve smyslu krajů zřízena dvě vojvodství — Pernovské a Tarbatské. Saaremaa zůstala pod správou Dánska, které ji získalo již roku 1559.
Když Švédsko roku 1625 získává estonské državy Polska a 1645 též dotud dánský kraj Saaremaa, mění se i tato území na kraje (län) v rámci uspořádání Švédského království.

### Kraje za carské nadvlády
Poté, co v důsledku Severní války získalo estonská území Rusko, bylo krajové členění zachováno, ovšem se změnou krajů z administrativních jednotek 1. úrovně (jimiž byly v Rusku gubernie) na jednotky 2. úrovně a jejich přejmenování na okresy. Severoestonské kraje Harjumaa, Järvamaa, Läänemaa a Virumaa náležely do Estonské gubernie, zatímco jihoestonské kraje Pärnumaa a Tartumaa do gubernie Livonské. Saaremaa byla počítána k Livonské gubernii, avšak jako zvláštní autonomní jednotka. Roku 1793 byla z tarbatského okresu vydělena jako nový okres Võrumaa a z částí okresů tarbatského a pernavského Viljandimaa. Téhož roku byl z okresu Harjumaa vydělen okres Paldiski, ale již v roce 1796 byly oba okresy opět sloučeny.
Toto rozdělení zůstalo zachováno až do roku 1917, kdy byla všechna Estonci většinově obývaná území spojena v Estonskou gubernii.

### Kraje po zřízení Estonské republiky

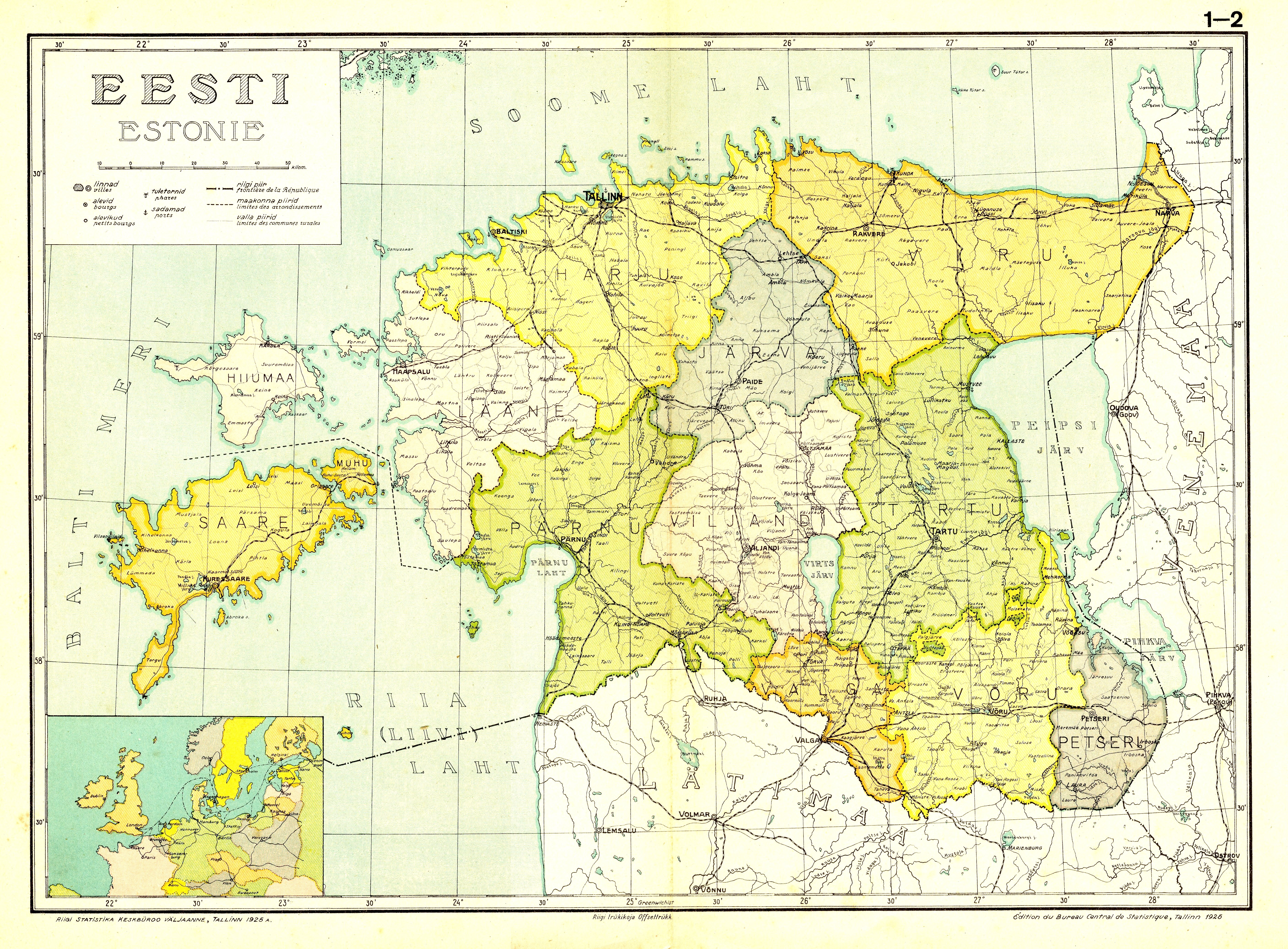
Správní členění Estonska v roce 1925

Po vyhlášení samostatné Estonské republiky v roce 1918 a skončení Estonské osvobozenecké války v roce 1920 se okresy někdejší Estonské gubernie s malými změnami staly opět estonskými kraji v tradičním smyslu. Nově byl vytvořen kraj Valgamaa z malé části Valeckého okresu a částí okresů Viljandi a Võru, a kraj Petserimaa z Pečorska, jehož území podle Tartské smlouvy připadlo Estonsku. Estonsko tak mělo 11 krajů Harjumaa, Järvamaa, Läänemaa, Pärnumaa, Petserimaa, Saaremaa, Tartumaa, Valgamaa, Viljandimaa, Virumaa a Võrumaa.

### Kraje za sovětské okupace
Po zahájení sovětské okupace Estonska bylo správní členění estonského území postupně připodobněno správnímu členění Sovětského svazu. Narvské předpolí a Pečorsko byly začleněny přímo do Ruské federace, Estonská republika přejmenována na Estonskou SSR, z krajů se staly okresy (rajóny), některé z nich byly rozděleny na menší celky a ty pak sdruženy do oblastí, až se během 60. let 20. století ustálilo rozčlenění estonského území v 15 okresů odpovídajících dnešnímu krajovému rozčlenění: Harju rajoon, Hiiumaa rajoon, Kohtla-Järve rajoon, Jõgeva rajoon, Paide rajoon, Haapsalu rajoon, Rakvere rajoon, Põlva rajoon, Pärnu rajoon, Rapla rajoon, Kingissepa rajoon, Tartu rajoon, Valga rajoon, Viljandi rajoon a Võru rajoon.

### Kraje od roku 1990

Estonské kraje v období 2006-2017

Během procesu obnovy estonské suverenity po sovětské okupaci byly k počátku roku 1990 sovětské okresy přejmenovány opět v kraje a byla obnovena jejich historická označení, hranice krajů však byly ponechány v hranicích dosavadních okresů. Plné úřední jméno kraje nyní sestává z krátkého označení kraje (tedy bez -maa) a slova maakond („kraj“). Estonsko má tedy nyní 15 krajů, oficiálně označované jako Harju maakond, Hiiu maakond, Ida-Viru maakond, Jõgeva maakond, Järva maakond, Lääne maakond, Lääne-Viru maakond, Põlva maakond, Pärnu maakond, Rapla maakond, Saare maakond, Tartu maakond, Valga maakond, Viljandi maakond a Võru maakond.
Kraj je řízen krajskou vládou (maavalitsus), které předsedá krajský hejtman (maavanem). Hejtman zastupuje vládu Estonské republiky na regionální úrovni a je jmenován vládou na období pěti let.
Kraje se dále dělí v samosprávné jednotky, jimiž mohou být jednak statutární města (linn), jednak samosprávné obce venkovského typu (vald).